# Берег Сабрины
Бе́рег Сабри́ны (англ. Sabrina Coast) — часть побережья Земли Уилкса в Восточной Антарктиде, лежащая между мысами Саутард (122°05' в. д.) и Уолдрон (115°33' в. д.).
Протяжённость Берега Сабрины составляет около 300 км. Большая часть территории представляет собой шельфовый ледник Московского университета, примыкающий к материковому ледниковому покрову, поверхность которого круто поднимается к югу.
Данный район был открыт английской экспедицией Джона Баллени в марте 1839 года. В 1931 году австралийский полярный исследователь Дуглас Моусон присвоил ему современное название в честь судна «Сабрина» экспедиции Баллени. В 1957—1958 годах Берег Сабрины был обследован советской антарктической экспедицией.